# Отіс (Мен)
Отіс (англ. Otis) — місто (англ. town) в США, в окрузі Генкок штату Мен. Населення — 673 особи (2020).

## Демографія
Згідно з переписом 2010 року, у місті мешкали 672 особи в 299 домогосподарствах у складі 197 родин. Було 744 помешкання
Расовий склад населення:
| - 97,9 % — білих - 0,4 % — чорних або афроамериканців - 0,3 % — корінних американців - 0,1 % — азіатів |

До двох чи більше рас належало 1,0 %. Частка іспаномовних становила 0,6 % від усіх жителів.
За віковим діапазоном населення розподілялося таким чином: 18,7 % — особи молодші 18 років, 66,0 % — особи у віці 18—64 років, 15,3 % — особи у віці 65 років та старші. Медіана віку мешканця становила 47,1 року. На 100 осіб жіночої статі у місті припадало 103,0 чоловіків;  на 100 жінок у віці від 18 років та старших — 97,1 чоловіків також старших 18 років.
Середній дохід на одне домашнє господарство  становив 75 493 долари США (медіана — 57 679), а середній дохід на одну сім'ю — 82 269 доларів (медіана — 65 521). Медіана доходів становила 38 472 долари для чоловіків та 39 356 доларів для жінок. За межею бідності перебувало 11,2 % осіб, у тому числі 28,1 % дітей у віці до 18 років та 3,0 % осіб у віці 65 років та старших.
Цивільне працевлаштоване населення становило 424 особи. Основні галузі зайнятості: освіта, охорона здоров'я та соціальна допомога — 23,6 %, будівництво — 15,6 %, роздрібна торгівля — 13,4 %.